# IC 3884
IC 3884 је елиптична галаксија у сазвјежђу Береникина коса која се налази на листи објеката дубоког неба у Индекс каталогу.
Деклинација објекта је + 19° 40' 54" а ректасцензија 12h 54m 57,7s. Привидна величина (магнитуда) објекта IC 3884 износи 16,3 а фотографска магнитуда 17,3. IC 3884 је још познат и под ознакама NPM1G +19.0334, PGC 3090101.